# Саркел (посёлок)
Сарке́л — посёлок в Цимлянском районе Ростовской области.
Административный центр Саркеловского сельского поселения.

## География
Посёлок расположен на берегу Цимлянского водохранилища в 5 км к северо-востоку от Цимлянска и в 17 км к северу от Волгодонска.
Неподалёку находится древнее Правобережное Цимлянское городище.

## История
Основан в 1932 году как Посёлок Цимлянского виноградарского совхоза, образованного на базе колхозов «Новь» и «Красный Октябрь».
В 1987 году указом Президиума Верховного Совета РСФСР был переименован в Саркел. Название было выбрано по имени расположенной поблизости исторической хазарской крепости Саркел, которая затоплена водохранилищем.
В 2006 году стал центром одноимённого сельского поселения, до этого находился в подчинении администрации Цимлянска.

## Население
| 2010 |
| ---- |
| 1378 |

## Улицы
| - пер. Боевой Славы, - пер. Виноградный, - пер. Западный, - пер. Зелёный, - пер. Клубный, | - пер. Молодёжный, - пер. Новый, - пер. Овражный, - пер. Полевой, - пер. Прибой, | - пер. Степной, - пер. Тенистый, - пер. Цветочный, - пер. Школьный, - ул. Винзаводская, | - ул. Донская, - ул. Комсомольская, - ул. Ленина, - ул. Мира, - ул. Морская, | - ул. Набережная, - ул. Нагорная, - ул. Садовая, - ул. Социалистическая, - ул. Цимлянская. |

## Культура
На территории этнографического комплекса «Станица Цымлянская» в поселке Саркел с 2013 года ежегодно проходит фестиваль виноделия «Цимлянская лоза».

## Примечание
1. 1 2  Итоги Всероссийской переписи населения 2010 года. Том 1. Численность и размещение населения Ростовской области]
2. ↑  История Саркела. Дата обращения: 14 апреля 2011. Архивировано 4 октября 2013 года.
3. ↑  В Ростовской области пройдет фестиваль виноделия «Цимлянска лоза». Дата обращения: 2 апреля 2017. Архивировано 1 апреля 2017 года.